# Giovanni Battioni
Giovanni Battioni (Roma, 5 settembre 1911 – Roma, 15 settembre 1992) è stato un calciatore italiano, di ruolo centrocampista.

## Statistiche

### Presenze e reti nei club
| Stagione  | Club       | Campionato | Campionato | Campionato |
| Stagione  | Club       | Comp       | Pres       | Reti       |
| --------- | ---------- | ---------- | ---------- | ---------- |
| 1928-1929 | Anconitana | 1ª Div     | 7          | 2          |
| 1929-1930 | Anconitana | 1ª Div     | 26         | 12         |
| 1930-1931 | Anconitana | 1ª Div     | 25         | 11         |
| 1931-1932 | Grion Pola | 1ª Div     | 27         | 18         |
| 1932-1933 | Grion Pola | Serie B    | 26         | 7          |
| 1933-1934 | Lazio      | Serie A    | 13         | 0          |
| 1933-1934 | Lazio II   | 1ª Div     | 14         | 5          |
| 1934-1935 | L'Aquila   | Serie B    | 27         | 11         |
| 1935-1936 | L'Aquila   | Serie B    | 30         | 13         |
| 1936-1937 | L'Aquila   | Serie B    | 28         | 8          |
| 1937-1938 | L'Aquila   | Serie C    | 14         | 12         |
| 1938-1939 | MATER      | Serie C    | 26         | 10         |
| 1939-1940 | MATER      | Serie C    | 23         | 5          |
| 1940-1941 | MATER      | Serie C    | 2          | 1          |
| 1941-1942 | MATER      | Serie C    | 26         | 0          |
| 1942-1943 | MATER      | Serie B    | 28         | 0          |

## Palmarès

### Club

#### Competizioni nazionali
- Serie C: 3

M.A.T.E.R.: 1938-1939, 1939-1940, 1941-1942